# SpaceX Inspiration4
SpaceX Inspiration4 (Inspiration4 або Inspiration 4, стилізовано як Inspirati④n) — місія SpaceX Crew Dragon на низьку навколоземну орбіту, здійснена SpaceX на кошти Джареда Айзекмана. Старт місії відбувся 16 вересня 2021 року з чотирма членами екіпажу Crew Dragon Resilience. Inspiration став першою космічною місією з повністю цивільним екіпажем. Політ закінчився успішним приводненням капсули з екіпажем 19 вересня 2021 в 02:06 за київським часом.

## Попередня інформація
1 лютого 2021 року SpaceX оголосив про плани запустити Inspiration4 не раніше 4-го кварталу 2021 року. Згодом була названа дата запуску — 15 вересня 2021 року.

## Місія
Місія розпочалася 16 вересня 2021 року з використанням ракети-носія Falcon 9 Block 5 з Космічного центру імені Кеннеді (Стартовий комплекс 39A, LC-39A).
Запуск було здійснено о 00:02 за UTC, він транслювався на сайті SpaceX. Приблизно через три хвилини після запуску перший ступінь ракети-носія відокремився і приземлився на плавучій платформі Just Read the Instructions в Атлантичному океані. Ще через кілька хвилин «Драгон» відокремився від другого ступеня і вийшов на орбіту висотою 575 км.
Після 3 днів перебування на орбіті космічний корабель повернувся на Землю, приводнившись в Атлантичному океані.

## Екіпаж
Як досвідчений пілот, який має льотну кваліфікацію на кількох військових літаках, і як фінансовий спонсор польоту, Джаред Айзекман був призначений командиром польоту.
Також він придбав два місця для дитячої лікарні ім. Св. Юди з Мемфіса, штат Теннессі. Одне місце зайнято представником лікарні і колишньою хворою на рак Гейлі Арсено, а інше розігране в рамках зусиль зі збору понад 200 мільйонів доларів США для лікарні. На четверте місце обрано підприємця з використанням формату, подібного до реаліті-шоу Shark Tank.

## Галерея

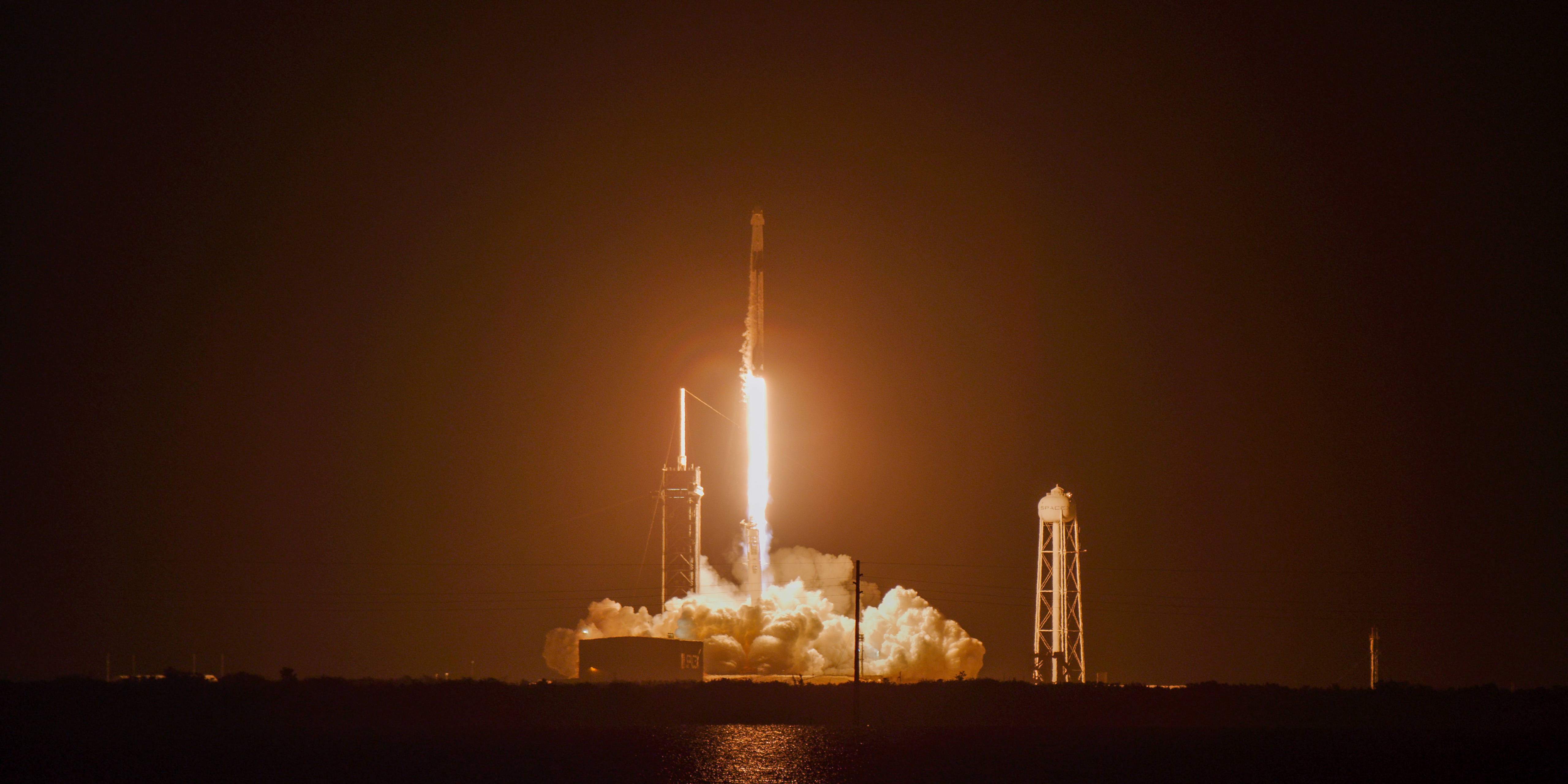
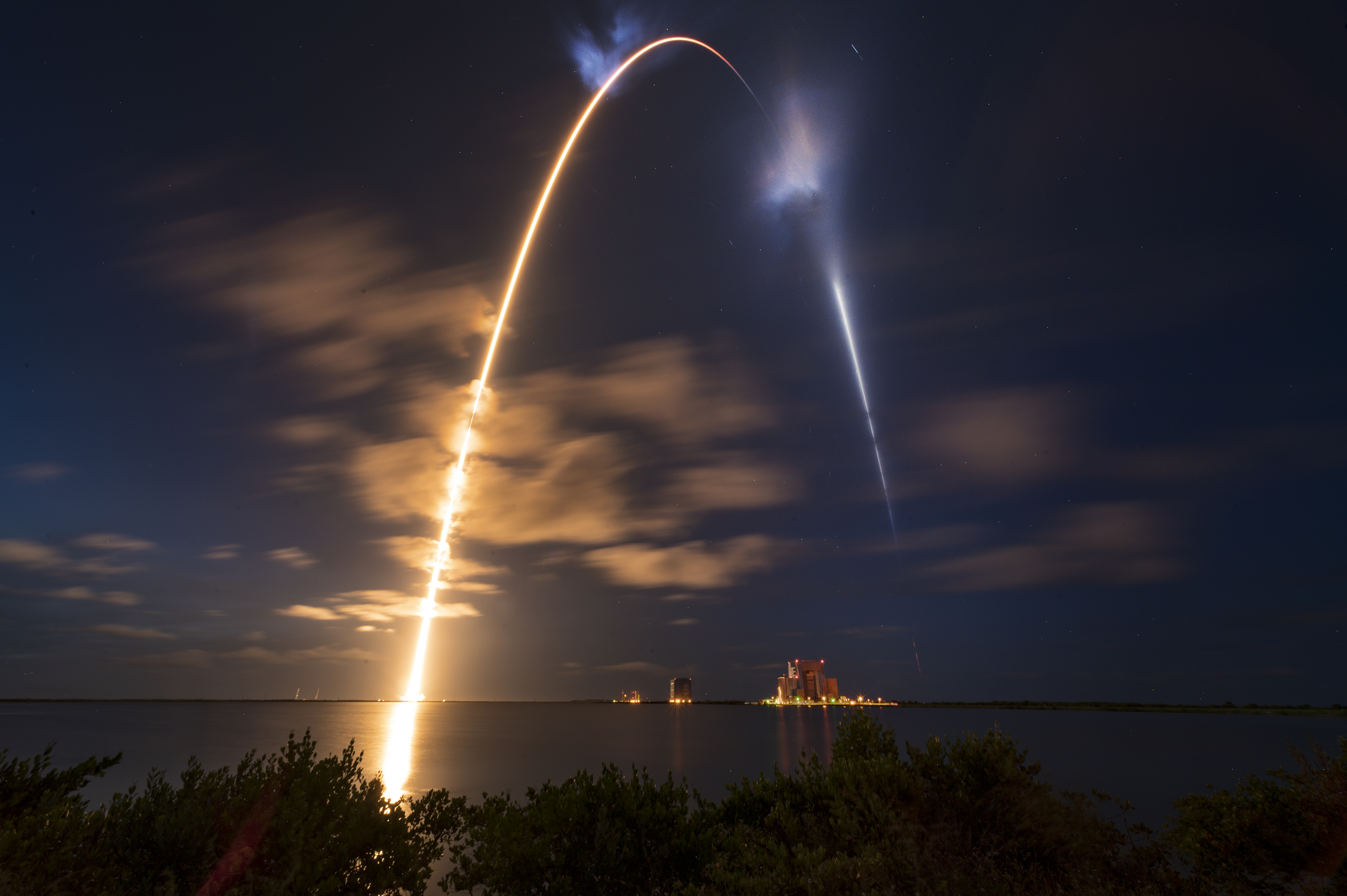

### Члени екіпажу
| Посада          | Командир корабля | Учасник 2    | Учасник 3    | Учасник 4           |
| Основна команда | Джаред Айзекман  | Гейлі Арсено | Сіан Проктор | Кристофер Семброскі |